# شیر مغولستان
شیر مغولستان (انگلیسی: The Lion of the Moguls) یک فیلم صامت فرانسوی به کارگردانی ژان اپستاین است که در سال ۱۹۲۴ منتشر شد.